# Nordostmordet
Nordostmordet var ett styckmord som inträffade i Gävle fredagsnatten den 19 september 2014. Brottet kom att klassificeras som ett lustmord med inslag av sexualsadism.

## Mordet
Albin Aspgren och Kajsa Selinder träffades på krogen för att senare gå hem till Aspgrens lilla etta. Under natten då de delade säng tog Aspgren strypgrepp på Selinder och behöll greppet tills det att hon upphört kämpa emot. På förmiddagen, lördagen den 20 september, styckade Aspgren kvinnan. Kvarlevorna gömdes en svart resväska i en garderob, samt i två flyttkartonger i ett förråd i källaren. Efter att först ha övervägt självmord anmälde Aspgren brottet hos polisen.

## Gärningsmannen
Lars Johan Albin Aspgren, född 27 maj 1986 i Sandviken, är en svensk medborgare. Aspgren växte upp i området Nya Bruket i Sandviken. Han gick på Gävle konstskola inrymd i Bollnäs folkhögskola och medverkade vid utställningen Det är personligt på Gävle konstcentrum. Vid sidan av sina konstnärliga ambitioner ägnade sig Aspgren åt dataspel, datorgrafik och Darknet.

## Rättegång och dom
I Gävle tingsrätt inleddes förhandlingarna den 30 december  2014.  Bland de vittnen som hördes fanns polisens IT-forensiker, lärare från Gävle konstskola, vårdare från Rättspsykiatriska kliniken i Säter, där den åtalade varit inlagd, samt Albin Aspgren. Stor vikt lades vid åklagarens uppgifter om Aspgrens intresse för grov våldspornografi, att denne uttryckt att han hade haft en djup önskan inom sig att skada folk, samt Aspgrens erkännande av brottet.
Den 31 mars 2015 dömde Gävle tingsrätt Albin Aspgren till 18 års fängelse för mord och brott mot griftefriden, samt att erlägga ett skadestånd på 650 000 kronor till offrets familj. Även om Aspgren led av en neuropsykiatrisk funktionsnedsättning ansåg tingsrätten att den inte var tillräckligt allvarlig för att han måste dömas till rättspsykiatrisk vård.
Den 17 juni 2015 fastställde Hovrätten för Nedre Norrland tingsrättens dom.